# Das Phantom (2009)
Das Phantom (auch The Phantom – Die Welt hat einen neuen Helden!) ist eine zweiteilige Miniserie nach dem gleichnamigen Comic, die 2009 in Kanada produziert wurde. Sie war als Backdoor-Pilot für eine Serie konzipiert, die dann nie produziert wurde.

## Handlung
Jura-Student Chris Moore wird von einem Fremden namens Abel Vandermaark darüber aufgeklärt, dass er nicht der ist, der er zu sein glaubt, sondern in Wirklichkeit der Sohn des maskierten Verbrecherjägers „Das Phantom“. Chris hält das Ganze für ausgemachten Blödsinn, wird aber eines Besseren belehrt, als er seine Adoptiveltern kurz darauf ermordet auffindet. Er wendet sich an Vandermaark, der ihn auf die Insel Bengalla bringt. Dort hat eine Organisation von Spezialisten nur darauf gewartet, ihn zum Phantom auszubilden und ihn im Kampf gegen die verbrecherische Singh-Brüderschaft und deren Weltherrschaftspläne zu unterstützen.

## Figuren
| Figur                               | Darsteller                    | Deutscher Sprecher       |
| ----------------------------------- | ----------------------------- | ------------------------ |
| Kit Walker/Chris Moore/ Das Phantom | Ryan Carnes                   | Tim Knauer               |
| Guran                               | Sandrine Holt                 | Claudia Urbschat-Mingues |
| Renny Davidson                      | Cameron Goodman               | Giuliana Jakobeit        |
| Abel Vandermaark                    | Jean Marchand                 | Torsten Michaelis        |
| Raatib Singh                        | Cas Anvar                     | Florian Halm             |
| Det. Sgt. Sean Davidson             | Ron Lea                       | Eberhard Haar            |
| Jordy Acevedo                       | Victor Andres Turgeon-Trelles | Rainer Fritzsche         |
| Dr. Jason Kim                       | Luis Oliva                    | Gerrit Schmidt-Foß       |
| Dr. Bella Lithia                    | Isabella Rossellini           | Susanna Bonasewicz       |

Kit Walker/Chris MooreWurde nach der Ermordung seiner Mutter adoptiert, ist sich dessen bislang unbewusst. Hat noch Albträume über die Geschehnisse vor ihrem Tod. Studiert Jura in seinem letzten Semester. Ist Parkourtraceur. Leiblicher Sohn des 21. Phantoms. In Renny Davidson verliebt.
Renny DavidsonIst ausgebildete Sanitäterin und eine ehemalige Klassenkameradin von Chris, wird seine Freundin, nachdem sein Freund nach einem Unfall von ihr versorgt wird. Ihr Vater ist Detektiv. Ist sehr scharfsinnig.
Abel VandermaarkKits Mentor und guter Freund von dessen Vater.
GuranPhantoms enge Freundin und Beraterin. Stammt von den Ureinwohnern von Bengalla ab.
Detective Sgt. Sean DavidsonRennys Vater. Gegen die Beziehung zwischen Chris Moore und seiner Tochter.
Rhatib SinghLeiter des Singh-Bruderschaft, letzter Nachfahre der Singh
Dr. Deepak BaboorDirektor des Bpaa Thap, Wissenschaftler
Jordy Acevedobester Freund von Chris, Pakourtraceur
Dr. Jason KimWissenschaftler von Bpaa Thap
Dr. Bella Lithiaarbeitet für die Singh-Bruderschaft, Wissenschaftlerin, hat das Programm für die Gedankenmanipulation entwickelt

## Hintergrund
| Teil | Zuschauer (ab 3 J.) | Marktanteil (14- bis 49-J.) |
| ---- | ------------------- | --------------------------- |
| 1    | 2,50 Mio.           | 17,5 %                      |
| 2    | 2,48 Mio.           | 17,9 %                      |

Am 29. Juli 2008 verkündeten Daniel Knauf und sein Sohn Charles Knauf, dass sie ein Drehbuch für eine vierstündige Fernsehserie über das 22. Phantom für den SCI FI Channel schreiben sollen. Den Produzenten war es wichtig, dass sie sehr eng an dem Comic bleiben, jedoch wurde das Kostüm etwas überarbeitet und modernisiert.
Die Miniserie lief am 20. Dezember 2009 als zweiteiliger Fernsehfilm auf The Movie Network. Im Juni 2010 strahlte der Sender Syfy den Film aus. In Deutschland hat sich die RTL-Group die Rechte an der Miniserie gesichert und entschieden, den Film am 13. August 2011 auf RTL auszustrahlen. Am 23. September wurde er auf dem deutschen Syfy noch einmal gezeigt und am 11. April 2016 auf Tele 5.
Von Kritikern und Fans wurde der Film negativ aufgenommen. Die angedachte Serie ging nicht in Produktion.